# Митрови Кърсти
Митрови (Митрени, Митровски) Кърсти или Кръсти (на македонска литературна норма: Митрој Крсти; на албански: Mitroji Kërsti) е село в Северна Македония в община Гостивар.

## География
Селото е разположено южно от град Гостивар в областта Горни Полог.

## История
В началото на XIX век Митрови Кърсти е българско село в Гостиварска нахия на Тетовска кааза на Османската империя. Според статистиката на Васил Кънчов („Македония. Етнография и статистика“) в 1900 година Митрени Кърсти има 90 жители българи християни.
Всички жители на селото са сърбомани под върховенството на Цариградската патриаршия. Според патриаршеския митрополит Фирмилиан в 1902 година в Митро-Кърсте има 20 сръбски патриаршистки къщи. Според секретаря на Българската екзархия Димитър Мишев („La Macédoine et sa Population Chrétienne“) в 1905 година в Митрови Кърсти има 200 българи патриаршисти сърбомани.
По време на Балканската война в 1912 година 3 души от селото се включват като доброволци в Македоно-одринското опълчение .
През 1913 година селото попада в Сърбия. Според Афанасий Селишчев в 1929 година Митрови Кърсти е село в Долнобанишка община в Горноположкия срез и има 19 къщи със 118 жители българи.
През 1926 година в селото е изграден водопровод по проект на инж. М. Протич с помощта и труда на селяните, финансирани от негово кралско величество крал Александър I Караджорджевич като благодарност към селяните и селото за тяхната лоялност, проявена в освободителните борби и подкрепа при разпространението на сръбската пропаганда в района на Гостивар. 
Според преброяването от 2002 година селото е без жители.

## Личности
Родени в Митрови Кърсти
- Спас (Спасе) Апостолов Джоков (1882-1962), македоно-одрински опълченец; 1-ва рота на 2-ра Скопска дружина; 8.X.1912 г. - погребан в селските гробища в селото.
- Сотир Джоков, македоно-одрински опълченец; 4-та рота и продоволствен обоз на 5-а Одринска дружина; 2.X.1912 г. - 10.VIII.1913 г.
- Неофит Ефремов, македоно-одрински опълченец; 4-та рота на 5-а Одринска дружина; 2.X.1912 г. - 10.VIII.1913 г.